# Mosa-Rin

Mapa de la Eurorregión Mosa-Rin con la región de Aquisgrán en rojo, la zona meridional de Limburgo de los Países Bajos en azul, el Limburgo belga en verde claro, la provincia de Lieja en verde y la Comunidad germanófona de Bélgica en verde oscuro

La Mosa-Rin o EMR (en neerlandés: Euregio Maas-Rijn, en francés: Eurorégion Meuse-Rhin, en alemán: Euregio Maas-Rhein) es una Eurorregión creada en 1976 cuya denominación proviene de los ríos Mosa y Rin que la atraviesan. Está conformada por cinco regiones de tres Estados miembro de la Unión Europea (UE), con una superficie de 10.745 km², contando con aproximadamente 3,7 millones de habitantes y cuatro culturas (alemana, neerlandesa, flamenca y valona).
El territorio se organiza en torno a la franja comprendida por las ciudades de Aquisgrán-Mastrique(Maastricht)-Hasselt-Lieja. La sede de la región se encuentra en Eupen, Bélgica desde enero de 2007. La región forma parte de la denominada Banana Azul o Dorsal Europea.

## Composición geopolítica
La Eurorregión Mosa-Rin comprende las siguientes regiones y ciudades:
- Zona oeste de la Región de Colonia en Alemania, incluyendo la Ciudad de Aquisgrán, el Distrito de Aquisgrán, el Distrito de Düren, el Distrito de Euskirchen y el Distrito de Heinsberg, grupo al que se denomina Región de Aquisgrán.
- La Comunidad germanófona de Bélgica; la sede de la Eurorregión se sitúa en su capital, Eupen.
- La Provincia de Lieja en Bélgica.
- La Provincia de Limburgo en Bélgica.
- La zona sur de la provincia de Limburgo en los Países Bajos, siendo el punto más septentrional de la Eurorregión Mosa-Rin la ciudad de Roermond. La Eurorregión Mosa-Rin incluye la capital de provincia Mastrique (Maastricht) y la conurbación cooperativa de Parkstad Limburg que rodea la ciudad de Heerlen.

## Idiomas
Se utilizan los idiomas oficiales de cada región integrante, es decir, neerlandés (en Bélgica y los Países Bajos), francés (en Bélgica) y alemán (en Bélgica y Alemania). Además también se hablan algunos idiomas regionales como el limburgués, fráncico ripuario y valón.